# Ivan Iuriévitx Trubetskoi
Ivan Iuriévitx Trubetskoi (en rus Иван Юрьевич Трубецкой) fou un Mariscal de camp rus, assolí aquest càrrec el 1728. Nasqué el 18 de juny de 1667 i morí el 16 de gener de 1750 al Monestir d'Alexandre Nevski. Era membre del cercle més íntim del Tsar Pere I de Rússia. Fou nomenat boiar el 1692, Trubetskoy comandà part de la flota russa durant la Campanya d'Azov el 1696. El 1699 fou nomenat governador de Nóvgorod. Trubetskoy ordenà la rendició de les forces russes durant la Batalla de Narva el 1700. Fou capturat i fet presoner pels suecs fins que fou intercanviat el 1718.